# 중앙로 (강화군)
중앙로(Jungang-ro)는 인천광역시 강화군 강화읍 알미골사거리 와 내가면을 사이에 연결하는 인천광역시도로, 총 연장은 13.15 km이다. 

## 연혁
- 2009년 3월 2일: 도로명으로 중앙로를 고시

## 주요 경유지
인천광역시
- 강화군 (강화읍 - 선원면 - 양도면 - 내가면)

## 노선
| 이름                | 접속 노선              | 소재지 | 소재지 | 비고                        |
| ------------------- | ---------------------- | ------ | ------ | --------------------------- |
| 알미골사거리        | 강화대로 대월로        | 강화군 | 강화읍 | 국가지원지방도 제84호선구간 |
| 보건소앞 교차로     | 남문로                 | 강화군 | 강화읍 | 국가지원지방도 제84호선구간 |
| 중앙교              |                        | 강화군 | 강화읍 | 국가지원지방도 제84호선구간 |
|                     | 선원면                 | 강화군 |        | 국가지원지방도 제84호선구간 |
| 대문고개앞 교차로   | 중앙로210번길          | 강화군 |        | 국가지원지방도 제84호선구간 |
| 찬우물삼거리        | 강화동로               | 강화군 |        | 국가지원지방도 제84호선구간 |
| 기상관측소앞 교차로 | 불은북로               | 강화군 |        |                             |
| 인산삼거리          | 강화남로 중앙로874번길 | 강화군 | 양도면 |                             |
| 외포사거리          | 강화서로               | 강화군 | 내가면 |                             |
| (이름없음)          | 해안서로               | 강화군 | 내가면 |                             |

## 주요 건물 및 시설
- 아성다이소 강화본점 (중앙로 6/갑곳리 203-14)
- 강화여객자동차 터미널 (중앙로 43/남산리 222)
- S-OIL 강화에너지 충전소 (중앙로 67/남산리 262)
- KG모빌리티 강화전시장 (중앙로 108/창리 492-3)
- 쉐보레 강화바로서비스 (중앙로 114-1/창리 502-3)
- 타이어프로 강화점 (중앙로 116/창리 504-7)
- 세븐일레븐 강화서희점 (중앙로 166/창리 394-4)
- KG모빌리티 강화서비스 프라차 (중앙로 196-1/창리 423-9)
- S-OIL 세광주유소 (중앙로 205/창리 376-1)
- CU SK강화경기 주유소 (중앙로 233/창리 612-2)
- 세븐일레븐 강화세광점 (중앙로 253/창리 619)
- 세븐일레븐 강화찬우물점 (중앙로 266/창리 626-1)
- 한국타이어 강화대리점 (중앙로 414/냉정리 842-1)
- GS25 강화소방서점 (중앙로 499/삼성리 9-2)
- 인천강화소방서 (중앙로 505/삼성리 275-5)
- 인천광역시 강화교육청 (중앙로 607/삼성리 809-151)
- 삼성초등학교 (중앙로 609/삼성리 809-32)
- 안양대학교 강화캠퍼스 (중앙로 602-14/삼성리 809-170)
- SK에너지 KF에너지직영 삼성주유소 (중앙로 638/삼성리 814-1)
- HD현대오일뱅크 서문안주유소 (중앙로 665/삼성리 826-2)
- CU 강화인산점 (중앙로 819/인산리 182-3)
- 세븐일레븐 강화중앙로점 (중앙로 956/인산리 480-1)
- S-OIL 백마외포리 주유소  (중앙로 1301/외포리 538-9)